# 謝與思
謝與思（1561年—？），字見齊，號方壺，廣東廣州府番禺縣人，軍籍，明朝政治人物。

## 生平
萬曆七年（1579年）己卯科廣東鄉試第三十四名，萬曆八年（1580年）庚辰科會試第十七名，登三甲第一百一十二名進士。兵部觀政，九年授诸暨知县，十三年调大田县。

## 家族
曾祖謝文約；祖父謝遵；父謝元光，曾任知州。母王氏（封孺人）。